# Szeroka Przełęcz (Beskid Mały)
Szeroka Przełęcz, Przysłop Cisowy (795 m) – przełęcz w Beskidzie Małym pomiędzy Cisowymi Grapami (853 m) i Wielką Górą (Kocierzem). Północne stoki przełęczy opadają do doliny potoku Roztoka (dopływ Wielkiej Puszczy), południowe do doliny potoku uchodzącego do Kocierzanki. W górnej części stoków południowych jest rezerwat przyrody Szeroka, jego granica biegnie granią od Przysłopu Cisowego przez Cisową Grapę Południową i Maleckie po Przełęcz Cisową.
Przez Szeroką Przełęcz biegnie granica między wsiami Kocierz Rychwałdzki w powiecie żywieckim i Porąbką w powiecie bielskim (obydwie w województwie śląskim).
Szlaki turystyczne
 Mały Szlak Beskidzki na odcinku: Żarnówka Mała – Żar – Kiczora – Przełęcz Isepnicka – Cisownik – Cisowe Grapy – Szeroka Przełęcz – Wielka Góra – Przełęcz Szeroka – Beskid – Błasiakówka – Przełęcz Kocierska. Czas przejścia: 4:05 h, ↓ 3:30 h
 odcinek: Tresna – Jaworzyna – Kościelec – Jaworzyna – Przełęcz Cisowa – Maleckie – Szeroka Przełęcz. Czas przejścia 3 h, ↓ 2:10 h